# Ramezan Cheder
Ramezan Cheder (pers. رمضان خدر; ur. 10 kwietnia 1944 w Now Kandeh, zm. 21 maja 1999 w Teheranie) – irański zapaśnik w stylu wolnym. Dwukrotny olimpijczyk. Piąty w Montrealu 1976 i siódmy w Monachium 1972. Występował w wadze 57 kg.
Zdobył srebrny medal na mistrzostwach świata w 1974. Triumfator Pucharu Świata w 1976 roku.